# Jaish ul-Adl
Jaish ul-Adl, ou Jaish al-Adl (em árabe: جيش‌ العدل; literalmente 'Exército da Justiça'), é uma organização militante salafista jihadista que opera principalmente no sudeste do Irã, onde há uma grande concentração de balúchis sunitas e uma fronteira porosa com o Paquistão. É responsável por vários ataques contra civis e militares no Irã. A organização afirma ser um grupo separatista que luta pela independência da província de Sistão-Baluchistão e direitos mais amplos para o povo balúchi. O Irã acredita que o grupo está ligado à al-Qaeda. Também mantém laços com Ansar Al-Furqan, que é outro grupo armado sunita balúchi iraniano que opera no Irã. Salahuddin Farooqui é o atual chefe do Jaish ul-Adl. Seu irmão, Amir Naroui, foi morto pelo Talibã no Afeganistão.
O grupo foi fundado em 2012 por membros do Jundallah, um grupo militante extremista sunita que foi enfraquecido após a captura e execução de seu líder, Abdolmalek Rigi, pelo Irã, em 2010. Seu primeiro grande ataque ocorreu em outubro de 2013. Jaish ul-Adl é uma organização designada terrorista pelo Irã, Japão, Nova Zelândia e Estados Unidos. 
A mídia estatal iraniana alegou que a Arábia Saudita e os Estados Unidos são os principais apoiadores do grupo. 